# Mount Feathertop
Mount Feathertop är ett berg i Australien. Det ligger i regionen Alpine och delstaten Victoria, omkring 220 kilometer nordost om delstatshuvudstaden Melbourne. Toppen på Mount Feathertop är 1 922 meter över havet.
Mount Feathertop är den högsta punkten i trakten. Runt Mount Feathertop är det mycket glesbefolkat, med 4 invånare per kvadratkilometer.. Närmaste större samhälle är Mount Beauty, omkring 18 kilometer norr om Mount Feathertop. 
I omgivningarna runt Mount Feathertop växer i huvudsak städsegrön lövskog. Genomsnittlig årsnederbörd är 1 512 millimeter. Den regnigaste månaden är juli, med i genomsnitt 183 mm nederbörd, och den torraste är januari, med 46 mm nederbörd.